# Robert Venäläinen
Robert Venäläinen (* 18. März 1969 in Västerås) ist ein ehemaliger schwedischer Handballspieler.

## Karriere
Robert Venäläinen spielte fast seine gesamte Karriere für den schwedischen Verein Irsta HF. Erst im Jahr 1999 wechselte der 1,72 m große rechte Außenspieler zu GF Kroppskultur. Ein Jahr später ging er zu IF Guif, den er ebenfalls ein Jahr später zum Zweitligisten Sala HF verließ. Mit Sala erreichte er das Qualifikationsspiel zur Elitserien. Daraufhin kehrte er nach Eskilstuna zurück.
Mit der Schwedischen Nationalmannschaft gewann Robert Venäläinen bei der Weltmeisterschaft 1993 die Bronzemedaille. Zwischen 1988 und 1995 bestritt er 65 Länderspiele, in denen er 116 Tore erzielte.